# Сенниця-Крулевська-Дужа
Сенниця-Крулевська-Дужа (пол. Siennica Królewska Duża) — село в Польщі, у гміні Сенниця-Ружана Красноставського повіту Люблінського воєводства.
Населення — 452 особи (2011).
У 1975-1998 роках село належало до Холмського воєводства.

## Демографія
Демографічна структура станом на 31 березня 2011 року:
|          | Загалом | Допрацездатний вік | Працездатний вік | Постпрацездатний вік |
| -------- | ------- | ------------------ | ---------------- | -------------------- |
| Чоловіки | 212     | 34                 | 148              | 30                   |
| Жінки    | 240     | 38                 | 126              | 76                   |
| Разом    | 452     | 72                 | 274              | 106                  |